# Цикл снов
«Цикл снов» (англ. Dream Cycle) — одна из двух главных категорий, на которые условно принято делить творчество Говарда Филлипса Лавкрафта. «Цикл Снов» рассказывает о сновидцах, которые посещают во снах «Страну Снов» — вымышленные миры, которые стали неотъемлемой и важной частью «Лавкрафтовских ужасов», что представлены в отдельной серии произведений, в основном написанных между 1918 и 1932 годами. Эти произведения близки по жанру к фэнтези. Ранние произведения написаны под впечатлением от творчества Эдгара По и Эдварда Дансени. Лавкрафт использовал свои сны как источник вдохновения, которые он записывал в блокнот и обсуждал с коллегами в письмах, а также сны часто описываются в мифологии. Основным произведением считается повесть «Сомнамбулический поиск Неведомого Кадата».

## Особенности
- «Цикл снов» отличается особым стилем повествования, атмосферой чего-то возвышенного, запредельного, сна, мечты, — словом, всего, что конфликтует с привычной человеку реальностью.
- Страна Снов — Иной мир, параллельный нашему, нематериальный, имеющий другую степень реальности. В нём живут различные причудливые создания, расположены сказочные города.
- Действие происходит во сне у сновидцев. Один из таких — Рэндольф Картер, погружаясь в сон, он бежит от внешнего мира из-за своего несогласия с ним и ищет покой в своих сновидениях.
- Древние боги тесно переплетаются с «Циклом снов» и «Мифами Ктулху».
- В античных городах встречается архитектура Древнего Египта и Ближнего Востока.
- Существам присущи черты магического характера.
- Локации связаны между собой, они крайне разнообразны и экзотичны.
- События переходят из одного произведения в другое, при этом, они не противоречат друг другу, а расширяют границы миров Лавкрафта; и все они — маленькая часть от целого.

## Страна снов
В произведениях «Цикла снов» описан вымышленный мир, в котором Лавкрафт соединяет темы античности, древнеегипетской мифологии и древнегреческой мифологии. В рассказе «Полярная звезда» (1918) впервые появляется раннее описание Страны снов и северные земли, где находится Плато Ленг. В рассказе «Память» (1918) описан Иной мир, в котором человеческая цивилизация уже исчезла. В рассказе «Белый корабль» (1919), описываются южные земли, которые похожи на острова блаженных. В рассказах «Карающий Рок над Сарнатом» (1919) и «Кошки Ултара» (1920) впервые упоминаются Древние боги и западные земли, и храмы, где стоят статуи львов и слонов, которые похожи на загробный мир из мифологии Древнего Египта. В рассказе «Селефаис» (1920) описываются восточные земли с минаретами и выражены черты восточного фольклора. В рассказе «Забвение» (1920) Лавкрафт связывает все локации Страны снов, которая разделена на четыре региона: север, запад, восток и юг.
Лавкрафт пишет ранние произведения, в которых описывается античность и мифология, но они не относятся напрямую к Стране снов, а представляют Иные миры: «Зелёный Луг» (1919), «Дерево» (1920), «Поэзия и Боги» (1920), «Крадущийся Хаос» (1921). В дальнейшем темы античности и космоса будут упоминаться, в произведениях: «Пёс» (1922), «Праздник» (1923), «Ужас в Ред Хуке» (1925), «Загадочный дом на туманном утёсе» (1926), «Очень старый народ» (1927).
В центральных произведениях «Цикла снов» Лавкрафт пишет истории людей, рождённых в Стране снов. В рассказе «Безымянный город» (1921) Лавкрафт формирует общую концепцию Страны снов, которая соединяется подземными тоннелями с разными её частями. В рассказе «Иные Боги» (1922) впервые упоминаются внеземные божества из космоса. Незавершенный роман «Азатот» (1922), вероятно, должен был стать похожим на «Тысяча и одна ночь». В рассказах «Что вызывает Луна» и «Нечто в лунном свете» существа и образы из Страны снов проникают в реальный мир.
В поздних произведениях Лавкрафт описание Страны снов становится абсолютно хаотическим. Повесть «Сомнамбулический поиск Неведомого Кадата» (1927) является самым большим произведением «Цикла снов», в ней детально описаны локации из предыдущих произведениях, а также Луна и Подземный мир. В повести «Шепчущий во тьме» (1930) инопланетяне Ми-Го служат культам Древних богов и посещают Страну снов, которая связана с тайнами космоса. В повести «Хребты Безумия» инопланетяне Старцы посещают Страну снов и проводят ритуалы на площади своих городов. В повести «За гранью времён» инопланетяне Йит вмешиваются в сны землян. В повести «Курган» (1930) жителям подземного мира К’нан известна Страна снов, инопланетяне и Древние боги.

## Проявление в творчестве Лавкрафта
«Цикл сновидений» согласно книге «Г. Ф. Лавкрафт: Сны об ужасе и смерти» Del Rey Books, 1985 год:
- «Полярная звезда»
- «За стеной сна»
- «Память»
- «Белый корабль»
- «Карающий Рок над Сарнатом»
- «Кошки Ултара»
- «Селефаис»
- «Забвение»
- «Поиск Иранона»
- «Иные Боги»
- «Гипнос»
- «Что приносит Луна»
- «Азатот»
- «Серебряный ключ»
- «Загадочный дом на туманном утёсе»
- «Сомнамбулический поиск Неведомого Кадата»
- «История Некрономикона»
- «Нечто в лунном свете»
- «Врата серебряного ключа»

## Вопрос о Серебряном Ключе
«Врата серебряного ключа» и «Серебряный ключ» нельзя чётко отнести к «Циклу Снов», хотя это условный цикл, а сам Лавкрафт не делил свое творчество на циклы. Они, по сути, являются продолжением повести «Сомнамбулический поиск Неведомого Кадата», и главный герой — Рэндольф Картер. В них упоминаются события из произведений «Цикла снов». Однако атмосфера, характерная для них — отсутствует, особенно во «Вратах Серебряного Ключа», где описывается космос.